# Orejana
Orejana es un municipio español de la provincia de Segovia, en la comunidad autónoma de Castilla y León. Se encuentra entre Pedraza, Arcones y Valleruela de Pedraza.
Con origen en un concejo medieval, consta de cinco núcleos urbanos: Sanchopedro, Revilla, El Arenal, Orejanilla y La Alameda. La sede del ayuntamiento se encuentra en El Arenal. La antigua localidad de Orejana se hallaba junto a la iglesia de San Juan Bautista, unos 400m. al este de Revilla.
Los cinco pueblos que lo conforman mantienen una unidad jurídica y territorial que se constata al menos desde el siglo XIV en los textos conservados en el archivo de Pedraza.

## Toponimia
Etimológicamente Orejana proviene de Aureliana, nombre que deriva de Aurelia, madre de Trajano. La zona se denominó Aureliana, luego derivó a Oreliana, Orellana y finalmente Orejana, que es como hoy se la conoce. En Orejanilla hubo unos vestigios romanos que se atribuyeron a la casa en la que Aurelia dio luz a su hijo Trajano.

## Geografía
En el término municipal se encuentran las localidades de:
- El Arenal.
- Sanchopedro.
- Orejanilla.
- Revilla.
- La Alameda, despoblado.

### Límites municipales

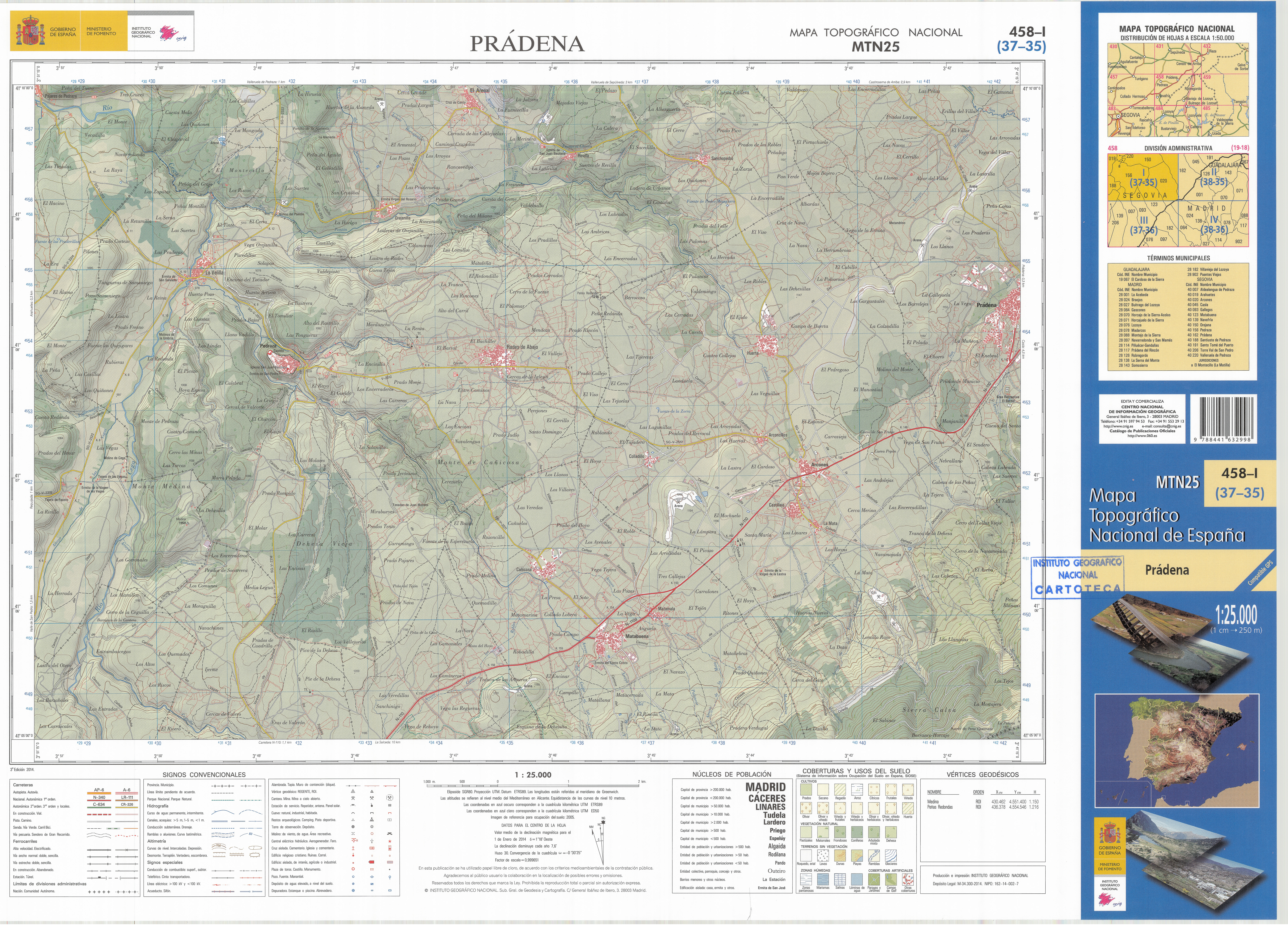
Fragmento de la hoja 458 del Mapa Topográfico Nacional de España de 2014 en el que se representa parte de Orejana

| Noroeste: Valleruela de Pedraza                 | Norte: La Matilla, Valleruela de Sepúlveda | Noreste: Valleruela de Sepúlveda |
| Oeste: Valleruela de Pedraza                    |                                            | Este: Prádena                    |
| Suroeste: enclave de El Montecillo (La Matilla) | Sur: Pedraza                               | Sureste: Arcones                 |

## Geografía humana

### Demografía
Cuenta con una población de 62 habitantes (INE 2024).
| Gráfica de evolución demográfica de Orejana entre 1828 y 2021 |
| |
| Población según el Diccionario geográfico-estadístico de España y Portugal de Sebastián Miñano. Población de derecho según los censos de población del INE. Población de hecho según los censos de población del INE. |

## Administración y política
| Periodo   | Nombre                 | Partido       |
| --------- | ---------------------- | ------------- |
| 1979-1983 | Félix Velasco Ruiz     | UCD           |
| 1983-1987 | Román González Mínguez | AP-PDP-UL     |
| 1987-1991 | Miguel Hernanz García  | PSOE          |
| 1991-1995 | Pedro Hernanz Álvaro   | PSOE          |
| 1995-1999 | Pedro Hernanz Álvaro   | PP            |
| 1999-2003 | Domingo Martín Sanz    | Independiente |
| 2003-2007 | Miguel Hernanz García  | PP            |
| 2007-2011 | Fidel Gilarranz García | PP            |
| 2011-2015 | Fidel Gilarranz García | PP            |
| 2015-2019 | Fidel Gilarranz García | PP            |
| 2019-2023 | Pedro Hernanz Álvaro   | PP            |
| 2023-act. | Pedro Hernanz Álvaro   | PP            |

## Cultura

### Patrimonio
- Iglesia Románica de San Juan Bautista.
- Iglesia del Santo Espíritu.
- Ermita de San Ramón Nonato.
- Ermita de San Gregorio.

### Fiestas patronales
- San José (19 de marzo).
- San Juan (24 de junio).
- Magdalena (19 de julio, en Revilla).
- San Ramón (semana posterior al 15 de agosto, en El Arenal, aunque puede variar en función de las necesidades de los organizadores).
- El Rosarillo (último fin de semana de septiembre, en Orejanilla).
- Virgen del Rosario (primer domingo de octubre).

### Leyendas
La localidad cuenta con una leyenda para advertir de los peligros a los niños.
Cuando los chavales de Sanchopedro bajaban a la escuela de Revilla y pasaban allí el día, después de acudir a clase y comer, por la tarde, regresaban a casa con el tiempo justo para ayudar a sus padres en las tareas del hogar como acudir a la fuente para traer agua, partir leña para la chimenea o echar de comer al ganado. Como las jornadas eran tan largas, los niños llevaban con ellos sus juguetes.
En una ocasión, una niña, al llegar a casa se dio cuenta de que se había dejado su muñeca en algún punto del camino. La niña se puso a desandar el camino para buscar su juguete y, como no regresaba, sus padres tuvieron que ir a buscarla.
Cuentan que la encontraron muerta en la bifurcación del camino y, junto a su cuerpecito, medio devorada por los lobos, estaba su muñeca. De ahí a que dicho cruce de la carrera entre Sanchopedro y La Revilla se denomine popularmente "la muñeca". También existe la variante de la leyenda en el que los lobos dejaron únicamente en dicho cruce el hueso de la muñeca de la niña.